# Ключ 56
Ключ 56 (трад. и упр. 弋) — ключ Канси со значением «стрелять»; один из 34, состоящих из трёх штрихов.
В словаре Канси всего 15 символов (из 49 030), которые можно найти c этим радикалом.

## История
Древняя идеограмма изображала старинное оружие «клевец» (багор на длинной рукоятке с поперечным лезвием). От неё произошел ещё один иероглиф — «охотиться». В отличие от иероглифа «алебарда» поздняя форма иероглифа имела на одну черту меньше.
Самостоятельно иероглиф употребляется в значениях: «стрелять, добыть (на охоте), получить, взять, схватишь, поймать», «столбик, колышек, веха, сеть» и др.
В качестве ключевого знака иероглиф используется редко.

Вид в Цзиньвэнь
Вид в Цзягувэнь
Вид в Цзянбо
Вид в большой печати Чжуаньшу
Вид в малой печати Чжуаньшу

В словарях находится под номером 56.

## Значение
1. Маленькие деревянные колья.
2. Стрелять стрелами, связанными веревкой.
3. Стрелять, добыть (на охоте), получить, взять, схватить, поймать
4. Чёрный и общий.
5. Столбик, колышек, веха, сеть

## Варианты прочтения
- кит. 弋, пиньинь yì, и.
- яп. よく, yoku, ёку.
- кор. 주살 jusal, джысаль?, 익 ik, ик?.

## Примеры иероглифов
| Доп. штрихи | Иероглифы |
| ----------- | --------- |
| 0           | 弋        |
| 1           | 弌        |
| 2           | 弍        |
| 3           | 弎 式 弐  |
| 4           | 㢤        |
| 6           | 㢥        |
| 9           | 弑        |
| 10          | 弒 㢦     |

- Примечание: Ваш браузер может отображать иероглифы неправильно.